# Ledraprora insularis
Ledraprora insularis är en insektsart som beskrevs av Evans 1936. Ledraprora insularis ingår i släktet Ledraprora och familjen dvärgstritar. Inga underarter finns listade i Catalogue of Life.